# Ferenc Puskás
Ferenc Puskás (pron. [ˈfɛrɛnʦ ˈpuʃkaːʃ]; Budapest, 1º aprile 1927 – Budapest, 17 novembre 2006) è stato un calciatore e allenatore di calcio ungherese naturalizzato spagnolo, di ruolo attaccante.
Considerato il miglior calciatore ungherese della storia nonché uno dei migliori in assoluto, è stato tra i marcatori più prolifici nella storia del calcio, vincendo in totale 16 classifiche per marcatori (4 volte Pichichi e 3 volte miglior cannoniere in Coppa Campioni) e segnando oltre 700 reti tra club e nazionale. Con 84 gol in 85 match è il miglior marcatore nella storia dell'Ungheria e fino al 2018 è stato il miglior marcatore europeo di sempre in una nazionale, record successivamente battuto da Cristiano Ronaldo.
Occupa la 7ª posizione nella speciale classifica dei migliori calciatori del XX secolo pubblicata dalla rivista World Soccer e la 6ª posizione nell'omonima lista stilata dall'IFFHS. Nel mese di novembre del 2003 venne insignito del titolo onorifico di Golden Player dell'Ungheria come miglior giocatore ungherese dell'ultimo mezzo secolo (1954-2003). La FIFA lo ha inoltre piazzato al quarto posto nella classifica dei migliori numeri dieci della storia del calcio dietro a Pelè, Maradona e Zidane, mentre nel marzo del 2004, lo stesso Pelé lo ha inserito nella FIFA 100, la lista dei 125 migliori calciatori viventi, redatta in occasione del Centenario della FIFA.
Calciatore leggendario, ha vestito i colori di Honvéd e Real Madrid vincendo da protagonista tre Coppe dei Campioni (1959, 1960 e 1966) e l'Intercontinentale 1960 con i Blancos. Con l'Ungheria, suo Paese d'origine, ha vinto la Coppa Internazionale 1948-1953, è stato campione olimpico nel 1952 e vice-campione del mondo nel 1954 in seguito al Miracolo di Berna. In seguito, ha giocato anche con la Spagna nel campionato del mondo 1962. Da allenatore ha guidato con notevoli risultati il Panathīnaïkos, vincendo due campionati e raggiungendo la finale di Coppa Campioni nel 1971, persa contro l'Ajax di Rinus Michels.
Tra le persone più iconiche nella storia dell'Ungheria, nel 2002 il Népstadion di Budapest fu rinominato, in suo onore, stadio Ferenc Puskás. Affetto negli ultimi anni della sua vita dal morbo di Alzheimer e ospitato in una casa di cura a Budapest grazie a un vitalizio del governo ungherese, morì a settantanove anni a causa di una polmonite nella notte del 17 novembre 2006. Nel 2009 la FIFA istituì in sua memoria il Premio Puskás, assegnato al gol giudicato più bello dell'anno.

## Biografia
Figlio a sua volta di un calciatore, nasce Ferenc Purczeld a Budapest e deve il suo cognome noto alla scelta di suo padre, Franz (1903-1952), uno svevo di etnia tedesca, di cambiare nome di famiglia magiarizzandolo nel 1937. Cresce in una famiglia di umili origini a Kispest, all'epoca sobborgo e oggi parte della città. Nel 1949 (o nel 1950) sposa Erzsébet, dalla quale ha una figlia, Anikó. Nel corso della sua carriera da calciatore scala rapidamente le gerarchie dell'esercito fino a ottenere il grado di maggiore prima e quello di colonnello poi; nel 1992 diviene tenente colonnello.

## Caratteristiche tecniche

### Giocatore
(Alfredo Di Stéfano)
Seconda punta di bassa statura e fisico corpulento, ma molto agile a dispetto della corporatura, nasce mezzala sinistra e gioca anche da regista negli anni della Grande Ungheria. Nel suo bagaglio tecnico rientravano molti colpi che lo resero uno dei migliori attaccanti della sua generazione, per continuità in fase realizzativa. Fuoriclasse dalla forte personalità, dotato di grande senso tattico, compensava la scarsa propensione al gioco aereo con le abilità nel palleggio, passaggio, dribbling e un mancino molto potente e preciso spesso eseguito in modo rapido, uno dei migliori della storia assieme a quello di Diego Armando Maradona, abbinati peraltro a visione di gioco, fantasia e un innato fiuto per il gol.

## Carriera

### Giocatore

#### Club

##### Honvéd

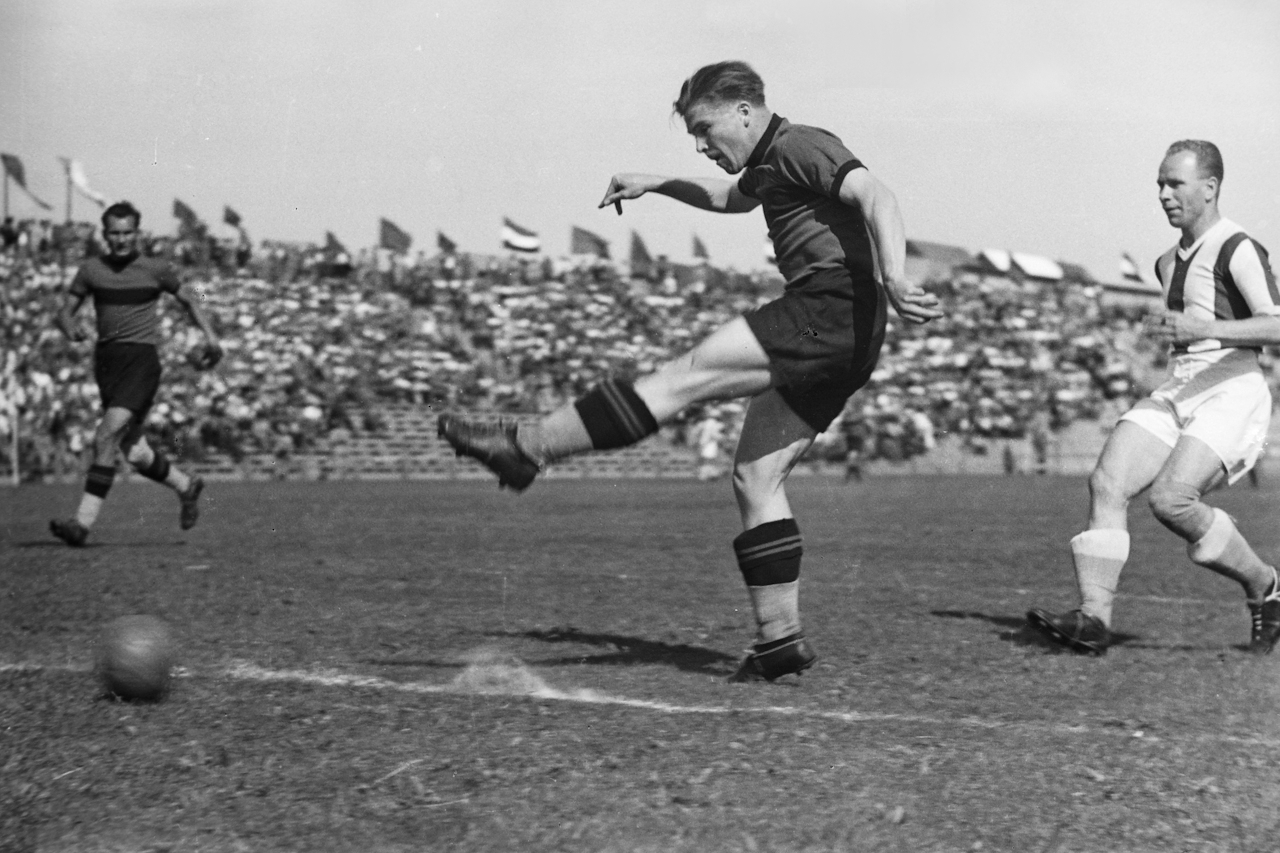
Un giovane Puskás in azione con la maglia del Kispest nel 1949, sotto lo sguardo di Balogh II dell'.

Gioca a calcio in strada coi ragazzi del suo quartiere tra cui József Bozsik e László Kubala, tra i più grandi calciatori di sempre. In seguito, inizia la sua carriera nelle giovanili del Kispest, dove suo padre, il quale in precedenza aveva giocato per il club, era allenatore. Inizialmente usa lo pseudonimo di Miklós Kovács per aiutare a eludere le norme minime di età (tredici) prima di firmare ufficialmente all'età di dodici anni. Tra i suoi primi compagni di squadra vi è il suo amico d'infanzia Bozsik.
Esordisce con il Kispest all'età di sedici anni, nel novembre 1943, in un match contro il Nagyváradi perso 3-0: è in quest'occasione che ottiene il soprannome di "Öcsi" ("fratellino").
Il Kispest è nel frattempo rilevato dal Ministero della Difesa ungherese nel 1949, diventando la squadra dell'esercito magiaro e cambiando il suo nome nella Honvéd di Budapest. Come risultato, ai calciatori sono dati ranghi militari e la squadra si può permettere l'acquisto dei calciatori migliori della Nazione: arrivano Zoltán Czibor e Sándor Kocsis, mentre Puskás è promosso fino al grado di maggiore (in ungherese: Őrnagy), che porta al soprannome "The Gallopin Major" ("Il maggiore a cavallo").

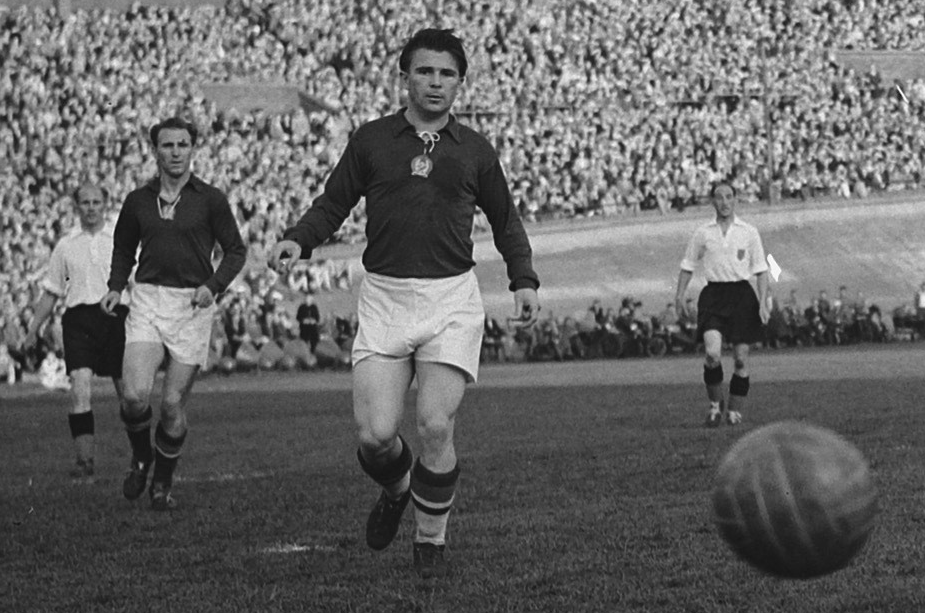
Puskás e Hidegkuti (sullo sfondo) nel 1954, in uno speciale match tra le selezioni cittadine di Amsterdam XI e Budapest XI.

Durante la sua carriera in Ungheria, Puskás aiuta il club di Budapest a vincere cinque campionati (1949-1950, 1950, 1952, 1954 e 1955), aggiudicandosi quattro volte la classifica dei marcatori (1947-1948, 1949-1950, 1950 e 1953): nella stagione 1947-1948, è capace di andare a segno in campionato per 50 volte. Nel 1956, alla prima edizione del Pallone d'oro, è votato quarto miglior calciatore d'Europa dalla rivista di France Football. In totale gioca 354 partite nella massima serie magiara, segnando ben 357 gol: primato assoluto nel rapporto partite giocate e gol segnati. La Honvéd di Puskás è la base della squadra d'oro ungherese.

##### L'esilio in Europa
Allo scoppiare della rivoluzione ungherese del 1956, Puskás si trova insieme a tutta la Honvéd in Europa per una tournée di amichevoli. Al ritorno in patria, la Honvéd è impegnata nella Coppa Campioni e deve giocare l'andata degli ottavi di finale a Bilbao contro l'Athletic Bilbao: nei giorni prima della trasferta, inizia a circolare la falsa notizia della morte di Puskás, ucciso mentre combatteva assieme ai rivoluzionari. La squadra riesce ad arrivare in autobus a Vienna –– l'autobus è fermato al confine perché Puskás è ancora creduto morto –– per poi prendere un volo per Bilbao: gli ungheresi perdono l'incontro 3-2, la settimana seguente giocano il ritorno in campo neutro a Bruxelles, pareggiano 3-3 ed escono dalla competizione. Nel frattempo, in Ungheria la rivoluzione è stata soppressa violentemente. Il 10 novembre successivo, il governo ungherese ordina ai calciatori dell'Honvéd di rientrare nel Paese: la maggior parte della squadra decide di non tornare in Ungheria e per questa diserzione tutti i giocatori ricevono una squalifica di due anni da parte della FIFA, sollecitata dalla federcalcio ungherese, e la Honvéd è sciolta dallo Stato, cosa che impedisce loro di giocare in Europa. All'epoca Puskás ha il grado militare di colonnello, non rientrando in patria è accusato di diserzione. In questo periodo la Honvéd inizia una tournée mondiale che porta gli ungheresi a giocare anche in Brasile. Alcuni giocatori della Honvéd cercano di far emigrare clandestinamente anche le proprie famiglie: la moglie e la figlia di Puskás, ancora in Ungheria, riescono a passare clandestinamente il confine e a fuggire a Vienna, raggiungendo Puskás a Milano nel dicembre 1956. Dopo un periodo tra Italia e Austria, Puskás si ferma con la famiglia nella città di Bordighera e in questo periodo Kubala, calciatore del Barcellona, è tra i tanti che lo aiutano economicamente. Gioca diverse amichevoli in giro per l'Europa, anche all'Espanyol; a Signa, in Toscana, accetta di giocare un'amichevole con la maglia della squadra calcistica locale, il 23 gennaio 1958, contro l'Empoli; in ricordo di quella sfida, vinta 3-0 dal Signa, il 14 maggio 2016 il Signa ha intitolato a Puskás un campo riservato al settore giovanile.
Nonostante la squalifica e i dubbi legati alla scarsa condizione fisica, lo avvicinano diverse formazioni di rilievo, tra cui l'Inter e il Manchester Utd: si accorda con il club italiano che attende la scadenza della squalifica FIFA, mentre lo United è frenato dalle regole della Football Association in materia di stranieri. Pochi mesi dopo, consigliato a Santiago Bernabéu da un ex dirigente della Honvéd che lavora per il Real Madrid, il centravanti si accorda con gli spagnoli del Real Madrid, che sfruttano la riduzione della squalifica imposta dalla FIFA e lo mettono sotto contratto.

##### Real Madrid

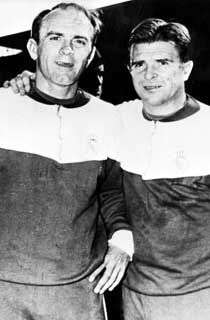
Puskás (a destra) in allenamento al Real Madrid assieme al compagno di reparto Di Stéfano

È accolto allo stesso tempo con entusiasmo e scetticismo dall'ambiente madridista: firma con il Real Madrid a 31 anni e presentandosi fuori forma, e molti addetti ai lavori lo danno per finito, ma l'attaccante ungherese vive una seconda giovinezza. Dopo pochi mesi di rigida preparazione fisica, Puskás torna in condizione e si adatta al calcio spagnolo.
Nonostante il già ricco palmarès, è negli anni a Madrid che Puskás conobbe fama a livello internazionale, formando con Di Stéfano uno degli attacchi più forti della storia. Durante la sua prima stagione nella Liga ha segnato quattro triplette, di cui una nella sua seconda partita, contro lo Sporting Gijón, il 21 settembre 1958. Nella sfida contro il Las Palmas del 4 gennaio 1959, Puskás e Alfredo Di Stéfano hanno segnato una tripletta a testa nella vittoria per 10-1. All'ultima partita della Primera División 1958-1959 i due bomber erano arrivati segnando lo stesso numero di gol ma Puskas, dribblò il portiere e a porta vuota toccò indietro per Di Stefano, che segnò facilmente diventando Pichichi. Contribuisce notevolmente alla quarta Coppa Campioni vinta dal Real al termine della stagione 1958-1959, ma non prende parte alla finale di Stoccarda, temendo ritorsioni da parte delle autorità tedesche: al suo posto gioca e segna Enrique Mateos, mentre Di Stéfano realizza il 2-0 definitivo contro lo Stade Reims. A dicembre France Football lo inserisce al settimo posto per il Pallone d'oro, vinto da Di Stéfano.
Segna quattro gol in quella del 1959-1960. Durante la stagione 1960-1961, il magiaro ha segnato quattro volte nella partita contro l'Elche, andando poi a segno con una doppietta nella gara di ritorno della Coppa Intercontinentale contro gli uruguaiani del Peñarol, mentre la stagione successiva ha segnato cinque gol sempre all'Elche. Nel 1963 Puskás ha inoltre realizzato due triplette nel clásico contro il Barcellona, una al Bernabéu e una al Camp Nou.
Nella stagione 1959-1960, Puskás vince la sua seconda Coppa dei Campioni consecutiva: dopo aver rifilato un doppio 3-1 al Barcellona, il Real passa in svantaggio nella finale dell'Hampden Park di Glasgow di fronte a 135.000 spettatori contro l'Eintracht Francoforte. Di Stéfano e Puskás rimontano e firmano rispettivamente tre e quattro reti, in una partita ritenuta tra le migliori finali nella storia del gioco. Puskás segna 12 reti e si laurea capocannoniere del torneo. In campionato eguagliano il risultato dell'annata precedente, superati ancora dai catalani, mentre in Coppa del Generalissimo, dopo aver eliminato l'Athletic Bilbao con un 8-1 nella partita di ritorno, cadono 3-1 in rimonta contro l'Atlético Madrid. Il centravanti ungherese firma due reti nel ritorno vinto 5-0 dell'Intercontinentale contro il Peñarol.

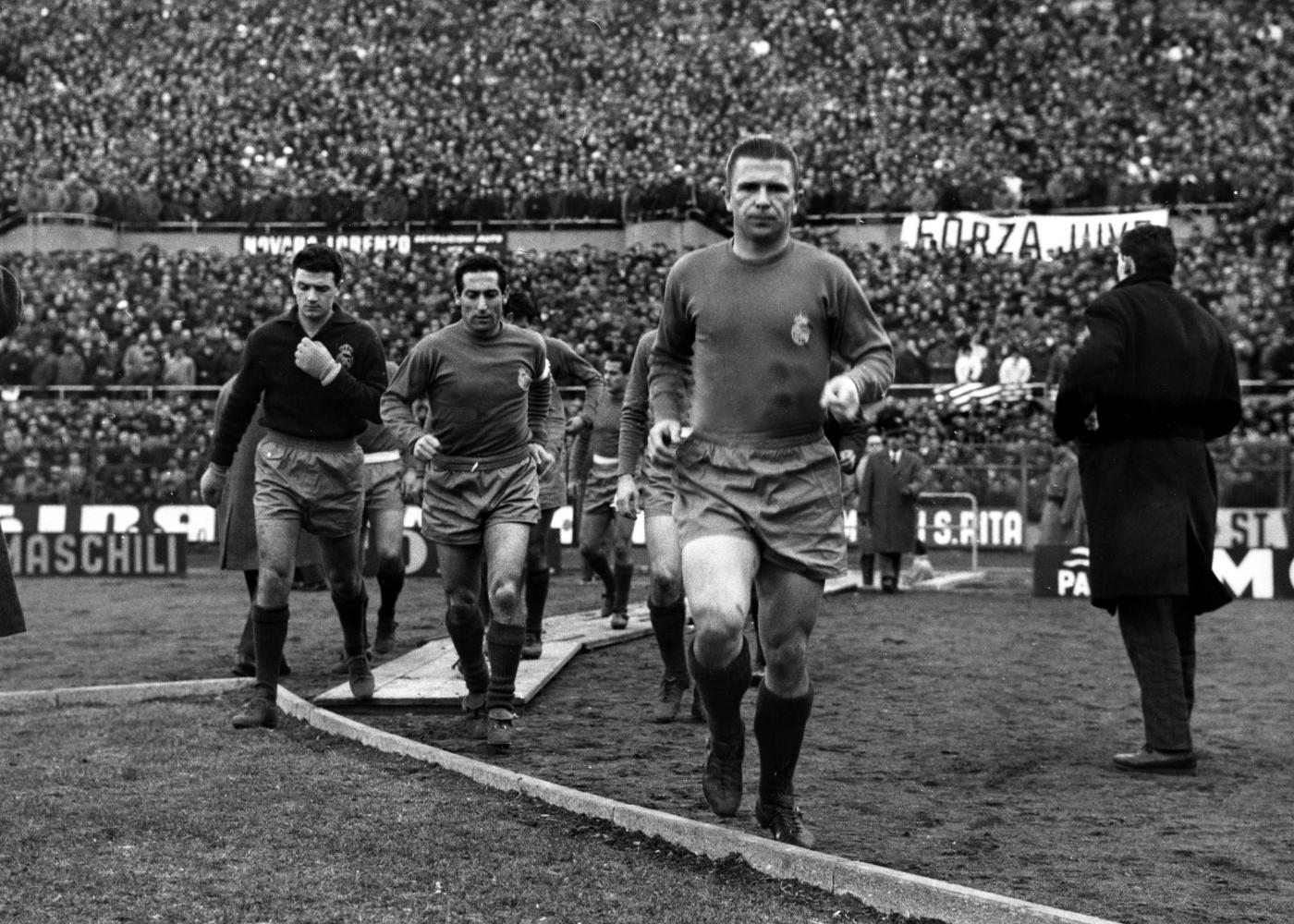
Puskás (in primo piano) guida il ritorno in campo dei madrileni dagli spogliatoi, per il secondo tempo della gara di Coppa dei Campioni 1961-1962 a Torino contro la

L'anno seguente, il Real esce agli ottavi della Coppa dei Campioni 1960-1961, contro il Barcellona (4-3) dopo una partita di ritorno controversa. Vince con grande margine la Liga, ma perde la finale della coppa nazionale, nuovamente in rimonta con l'Atlético Madrid (3-2). Nella stagione 1961-1962 vince per la prima volta il double nazionale, vincendo la Coppa di Spagna a distanza di 15 anni dall'ultima volta: in finale, i Blancos superano il Siviglia 2-1 con due reti di Puskás a ribaltare l'iniziale vantaggio biancorosso. È secondo al Pallone d'oro 1960 dietro a Luisito Suárez, mentre l'anno dopo è quinto nella stessa graduatoria di France Football. In Coppa Campioni il Real raggiunge la finale del torneo per la terza volta, dopo aver escluso Juventus e Standard Liegi: contro il Benfica di Eusébio, gli spagnoli passano in vantaggio due volte, conducendo alla fine del primo tempo col risultato di 3 reti a 2, tuttavia nella seconda metà di gioco i lusitani salgono fino al 5-3 con una doppietta di Eusébio. Non basta la tripletta di Puskás, il Real perde la sua prima finale di Coppa dei Campioni: ciononostante, è tra i migliori marcatori della competizione per la seconda volta in carriera, con 7 gol. Nell'autunno 1963, i Blancos escono prematuramente dalla massima competizione europea contro l'Anderlecht. La squadra vince con largo anticipo il campionato spagnolo davanti ai concittadini dell'Atlético. Ritorna nella classifica del Pallone d'oro nel 1965, a 38 anni, finendo tredicesimo.
Durante otto stagioni ai Blancos, Puskás ha giocato 262 partite segnando 242 gol (156 reti in 180 match di Liga); nello specifico, ha siglato più di 20 gol in ciascuna delle sue prime sei stagioni nel campionato spagnolo, vincendo il Trofeo Pichichi per quattro volte: nel 1959-1960, 1960-1961, 1962-1963 e 1963-1964, con 26, 27, 26 e 20 marcature rispettivamente.
Con i madrileni vinse 6 campionati spagnoli nonché 3 Coppe dei Campioni, negli anni 1959, 1960 e 1966; nell'edizione del 1960, nella quale gli spagnoli si imposero in finale sui tedeschi d'Occidente dell'Eintracht Francoforte per 7-3, Puskás segnò 4 reti nella sfida, cosa mai più riuscita a nessun altro calciatore nella storia della Coppa dei Campioni. A Madrid Puskás fece sue anche 1 Coppa Intercontinentale e 1 Coppa di Spagna; in questo ultimo caso segnando una doppietta nella vittoria per 2-1 in finale contro il Siviglia. Si ritirò dal calcio giocato nel club madrileno nel 1966, a 39 anni.

#### Nazionale

##### Ungheria

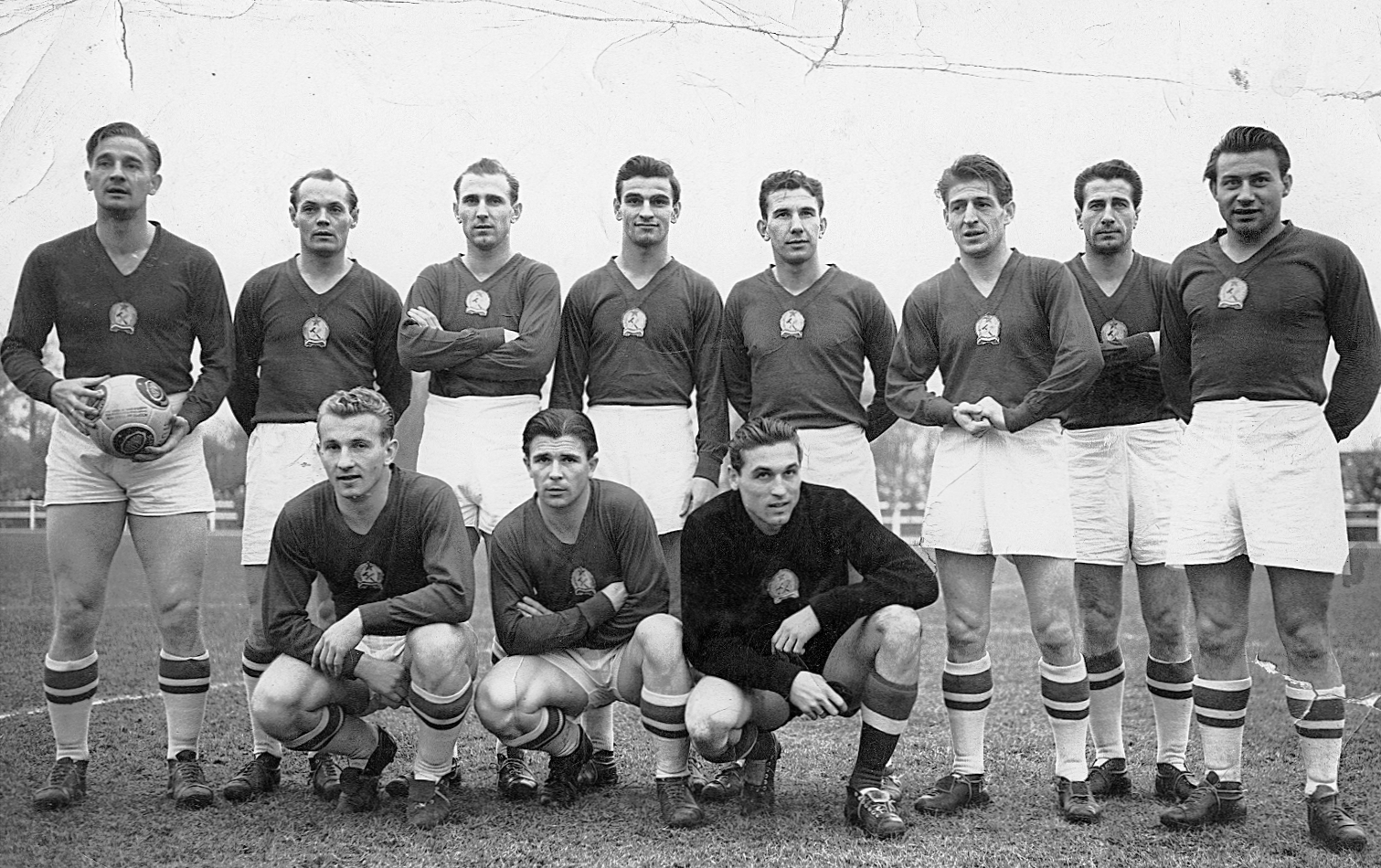
Puskás (accosciato, al centro) nella squadra d'oro ungherese nel 1953

Fece il suo debutto ufficiale con la maglia dell'Ungheria il 20 agosto 1945, all'età di 18 anni, segnando nella vittoria per 5-2 contro l'Austria. Il suo record di gol internazionali comprendeva due triplette contro i succitati austriaci, una contro il Lussemburgo e quattro gol in una vittoria di 12-0 sull'Albania. Insieme a Zoltán Czibor, Sándor Kocsis, József Bozsik, e Nándor Hidegkuti, ha formato il nucleo della squadra d'oro rimasta imbattuta per 31 partite consecutive.
Con gli stessi giocatori nella nazionale olimpica, partecipa con la fascia di capitano ai giochi di Helsinki 1952: l'Ungheria elimina Romania (1-2), Italia (3-0), Turchia (7-1; doppietta), Svezia (6-0; un gol) e Jugoslavia 2-0 in finale: Puskás sbaglia un rigore a inizio partita (arriva alla finale senza averne praticamente mai fallito uno), poi segna il primo gol ai balcanici, Czibor segna il 2-0 nel finale. L'Ungheria è campione olimpica.
La squadra d'oro passa alla storia come una delle più forti di sempre: passano alla storia i risultati conseguiti sull'Inghilterra, battuta due volte nell'arco di sei mesi, prima con una vittoria per 6-3 a Wembley, e poi 7-1 a Budapest: Puskás realizza due reti in entrambe le partite. Il primo match segna la prima sconfitta casalinga dell'Inghilterra da parte di una nazionale continentale: resta particolarmente impressa nella memoria storica del calcio la rete di Puskás del 3-1, realizzata calciando in porta da pochi passi dopo aver scartato in dribbling il difensore inglese Billy Wright, che aveva provato a fermarlo con una scivolata.
Nel 1953, hanno primeggiato nella quarta edizione della Coppa Internazionale, vincendo il torneo dopo averlo terminato in testa alla classifica con 11 punti; Puskás si è laureato capocannoniere con 10 gol, e ha segnato due volte nella decisiva vittoria per 3-0 all'Olimpico di Roma contro l'Italia.

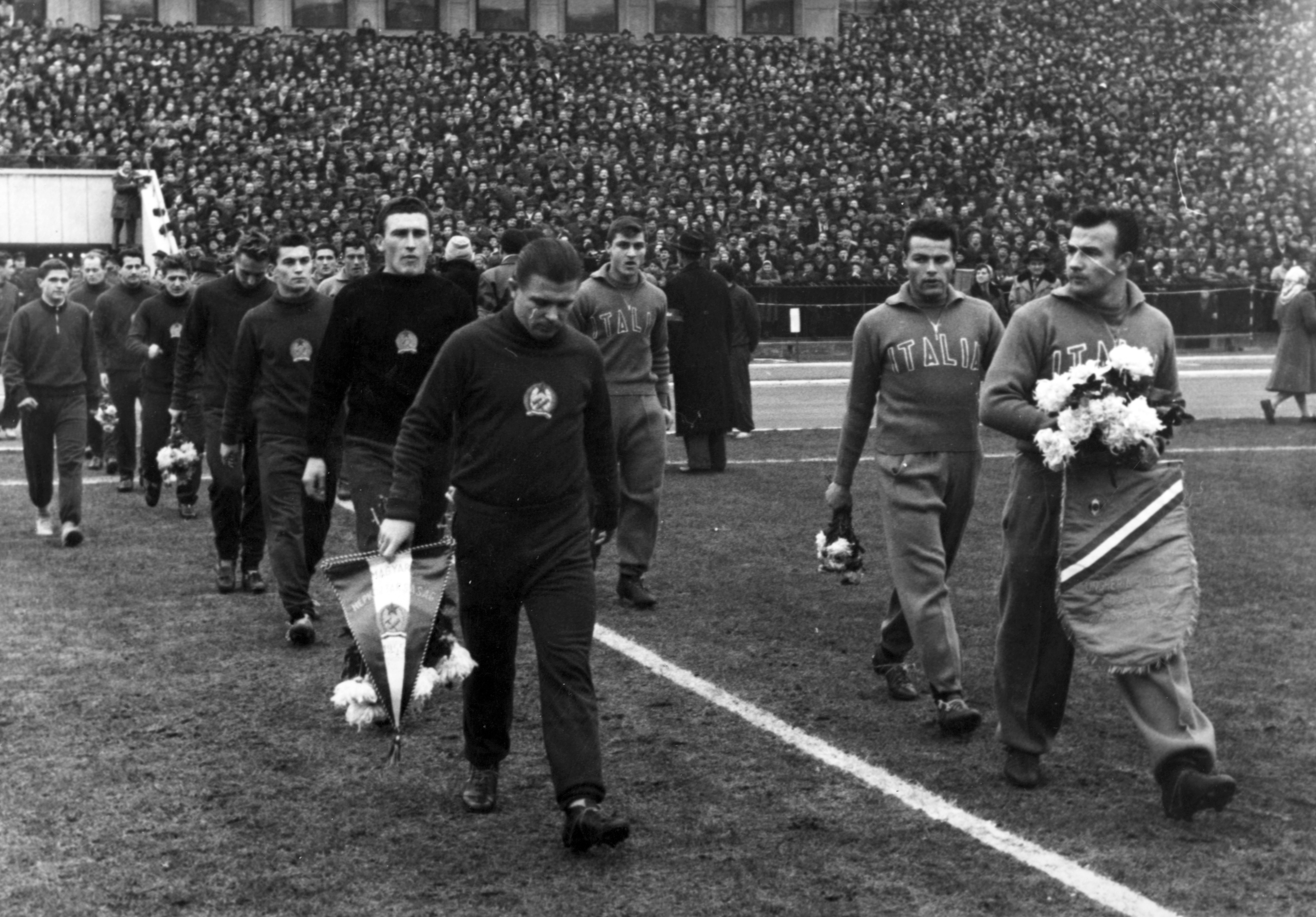
Puskás (in primo piano) guida in campo l'Ungheria in occasione di una sfida contro l'Italia nel 1955

L'Ungheria arriva al campionato del mondo 1954 in Svizzera come una delle squadre favorite alla vittoria finale: realizza tre gol in due partite della fase a gironi, sconfiggendo prima la Corea del Sud 9-0 (doppietta) e poi la Germania Ovest 8-3: segna un gol scherzando per tutto l'incontro con Werner Liebrich, poi il difensore tedesco lo placca fratturandogli la caviglia. Puskás è costretto a saltare quarti (4-2 sul Brasile nella cosiddetta «battaglia di Berna») e semifinale (4-2 ai supplementari contro l'Uruguay): su pressione dello stesso Puskás, il CT Sebes prende la controversa decisione di schierarlo per la finale contro la Germania Ovest già sconfitta ai gironi, rischiandolo nonostante l'infortunio –– all'epoca le sostituzioni a partita in corso non si potevano effettuare –– Puskás segna il vantaggio iniziale e l'Ungheria sale 2-0, per poi essere rimontata e sconfitta dai tedeschi per 3-2. Nel finale, Puskás sigla anche il 3-3, ma la rete, regolare, è annullata dall'arbitro. È la prima sconfitta della squadra d'oro dal 1950 e sarà l'unica fino al febbraio 1956.
Gioca nella nazionale magiara fino al 1956, segnando 84 gol in 85 incontri (record ungherese). I suoi 84 gol internazionali sono un primato mondiale fino al 28 novembre 2003, quando è superato dal calciatore iraniano Ali Daei (che chiude poi la carriera a quota 109 reti), e anche un primato europeo, quando il 20 giugno 2018 è superato da Cristiano Ronaldo.

##### Spagna
Nel 1961 Puskás, all'età di trentaquattro anni, prese la nazionalità spagnola venendo subito convocato nella Spagna dal commissario tecnico Helenio Herrera per la partita di qualificazione ai mondiali contro il Marocco; in seguito fu convocato per il campionato del mondo 1962 in Cile uscendo subito di scena alla fase a gironi, lasciando alla fine dell'anno, all'età di trentacinque anni, la nazionale spagnola con un totale di 4 presenze e, per la prima e unica volta della sua carriera, con zero gol.

### Allenatore

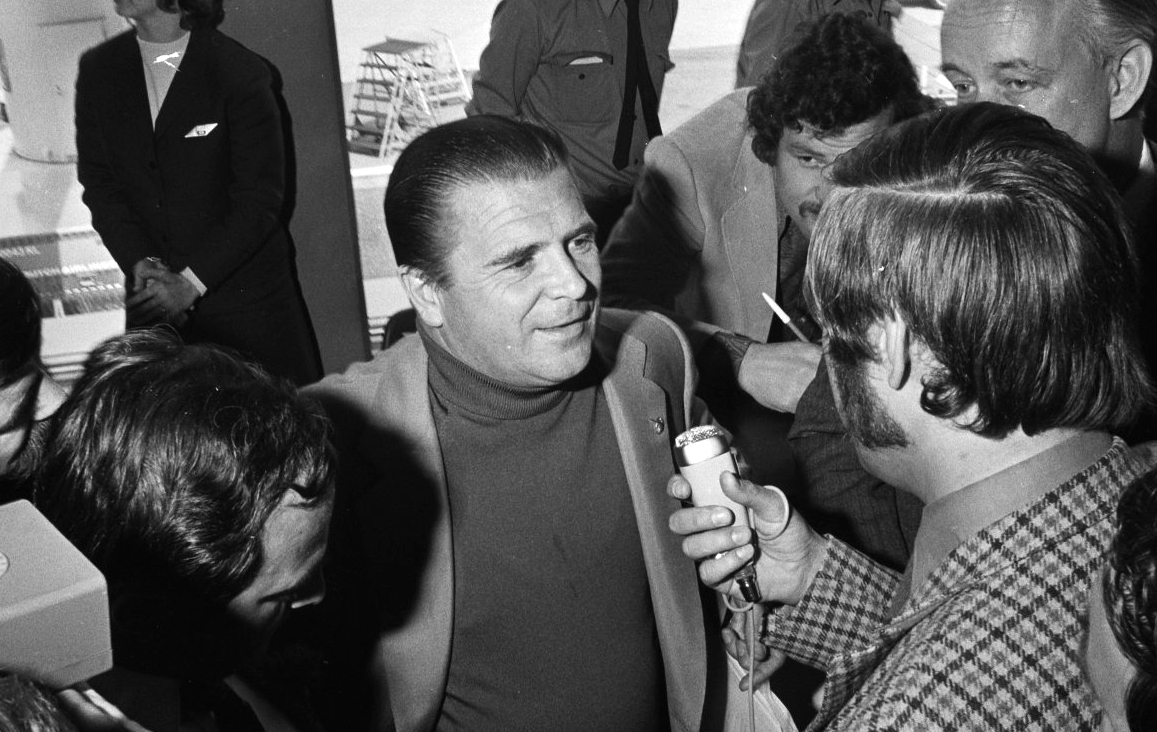
Puskás nel 1971, durante gli anni sulla panchina del Panathīnaïkos.

Se durante la sua carriera da calciatore aveva vestito la maglia di sole due squadre, quella di allenatore porterà Puskás, al contrario, a girovagare per il mondo. Comincia la sua esperienza in panchina nel 1967, in Spagna, alla guida dell'Hércules di Alicante, prima di andare a guidare oltreoceano gli statunitensi dei S.F. Gales e i canadesi dei Vancouver Royals.
Dopo un breve ritorno in Spagna, a partire dal 1970 allena il Panathīnaïkos, restando in Grecia per quattro anni e raggiungendo l'apice della sua carriera in panchina: per due anni (1970 e 1972) è nominato miglior tecnico del Paese, e nel 1971 porta per la prima volta i verdi di Atene a disputare la finale di Coppa dei Campioni, venendo poi sconfitto 2-0 dall'Ajax di Johan Cruijff; questa costituisce la prima finale europea raggiunta da un club greco. Ad Atene riesce a vincere anche due campionati nazionali. Nel 1975 diventa il primo allenatore europeo a sedersi sulla panchina della nazionale saudita.
Nel 1986 vince il campionato paraguaiano con il Sol de América. Nel 1989 è chiamato ad allenare in Australia: in origine arriva a Melbourne per aprire una scuola calcio, ma la società non ha abbastanza fondi. Tornato in Spagna, è richiamato in Australia per allenare il South Melbourne, la squadra della comunità greca: vince la Coppa d'Australia nella stagione 1989-1990 e il campionato nella stagione seguente.
Torna in patria una prima volta nel 1981, per giocare una partita, e stabilmente dopo il 1990 con la caduta del comunismo: la sua ultima esperienza è quella di commissario tecnico dell'Ungheria, nel 1993, con un incarico ad interim. Lascia l'incarico dopo 4 partite e 3 sconfitte. Dal 2000 inizia a soffrire della sindrome di Alzheimer e per pagare le cure della malattia la famiglia è costretta a vendere tutti i trofei e i riconoscimenti ottenuti in carriera. Nel settembre del 2006 è ricoverato nell'ospedale di Budapest, dove muore il 17 novembre 2006 a causa di una polmonite. Gli è riservato un funerale di stato e la sua bara parte dal Ferenc Puskás Stadion per arrivare alla Piazza degli Eroi per i ventuno spari di commiato.

## Statistiche

### Presenze e reti nei club
In carriera, Ferenc Puskás ha totalizzato 720 presenze, segnando 705 reti in gare ufficiali (alla media di 0,98 gol a partita).
| Stagione              | Squadra               | Campionato            | Campionato | Campionato | Coppe nazionali | Coppe nazionali | Coppe nazionali | Coppe europee | Coppe europee | Coppe europee | Altre coppe | Altre coppe | Altre coppe | Totale | Totale | Totale |
| Stagione              | Squadra               | Comp                  | Pres       | Reti       | Comp            | Pres            | Reti            | Comp          | Pres          | Reti          | Comp        | Pres        | Reti        | Pres   | Reti   |        |
| --------------------- | --------------------- | --------------------- | ---------- | ---------- | --------------- | --------------- | --------------- | ------------- | ------------- | ------------- | ----------- | ----------- | ----------- | ------ | ------ | ------ |
| 1943-1944             | Kispest               | NBI                   | 17         | 8          | MK              | ?               | ?               | -             | -             | -             | -           | -           | -           | 17+    | 8+     |        |
| 1944                  | Kispest               | NBI                   | 5          | 4          | -               | -               | -               | -             | -             | -             | -           | -           | -           | 5      | 4      |        |
| 1945                  | Kispest               | NBI                   | 22         | 13         | -               | -               | -               | -             | -             | -             | -           | -           | -           | 22     | 13     |        |
| 1945-1946             | Kispest               | NBI                   | 36         | 35         | -               | -               | -               | -             | -             | -             | -           | -           | -           | 36     | 35     |        |
| 1946-1947             | Kispest               | NBI                   | 30         | 32         | -               | -               | -               | -             | -             | -             | -           | -           | -           | 30     | 32     |        |
| 1947-1948             | Kispest               | NBI                   | 32         | 50         | -               | -               | -               | -             | -             | -             | -           | -           | -           | 32     | 50     |        |
| 1948-1949             | Kispest               | NBI                   | 30         | 46         | -               | -               | -               | -             | -             | -             | -           | -           | -           | 30     | 46     |        |
| 1949-1950             | Honvéd                | NBI                   | 30         | 31         | -               | -               | -               | -             | -             | -             | -           | -           | -           | 30     | 31     |        |
| 1950                  | Honvéd                | NBI                   | 15         | 25         | -               | -               | -               | -             | -             | -             | -           | -           | -           | 15     | 25     |        |
| 1951                  | Honvéd                | NBI                   | 21         | 21         | MK              | 2               | 4               | -             | -             | -             | -           | -           | -           | 23     | 25     |        |
| 1952                  | Honvéd                | NBI                   | 26         | 22         | MK              | 3               | 12              | -             | -             | -             | -           | -           | -           | 29     | 34     |        |
| 1953                  | Honvéd                | NBI                   | 26         | 27         | -               | -               | -               | -             | -             | -             | -           | -           | -           | 26     | 27     |        |
| 1954                  | Honvéd                | NBI                   | 20         | 21         | MK              | 6               | 4               | -             | -             | -             | -           | -           | -           | 26     | 25     |        |
| 1955                  | Honvéd                | NBI                   | 26         | 18         | -               | -               | -               | -             | -             | -             | CM          | 4           | 3           | 30     | 21     |        |
| 1956                  | Honvéd                | NBI                   | 13         | 5          | -               | -               | -               | CC            | 2             | 1             | -           | -           | -           | 15     | 6      |        |
| Totale Kispest/Honvéd | Totale Kispest/Honvéd | Totale Kispest/Honvéd | 350        | 358        |                 | 11              | 20              |               | 2             | 1             |             | 4           | 3           | 367    | 382    |        |
| 1958-1959             | Real Madrid           | PD                    | 24         | 21         | CG              | 5               | 2               | CC            | 5             | 2             | -           | -           | -           | 34     | 25     |        |
| 1959-1960             | Real Madrid           | PD                    | 24         | 25         | CG              | 5               | 11              | CC            | 7             | 12            | -           | -           | -           | 36     | 48     |        |
| 1960-1961             | Real Madrid           | PD                    | 28         | 28         | CG              | 9               | 14              | CC            | 2             | 0             | CI          | 2           | 2           | 41     | 44     |        |
| 1961-1962             | Real Madrid           | PD                    | 23         | 20         | CG              | 8               | 13              | CC            | 9             | 7             | -           | -           | -           | 40     | 40     |        |
| 1962-1963             | Real Madrid           | PD                    | 30         | 26         | CG              | 7               | 5               | CC            | 2             | 0             | -           | -           | -           | 39     | 31     |        |
| 1963-1964             | Real Madrid           | PD                    | 25         | 21         | CG              | 0               | 0               | CC            | 8             | 7             | -           | -           | -           | 33     | 28     |        |
| 1964-1965             | Real Madrid           | PD                    | 18         | 11         | CG              | 4               | 4               | CC            | 3             | 2             | -           | -           | -           | 25     | 17     |        |
| 1965-1966             | Real Madrid           | PD                    | 8          | 4          | CG              | 3               | 1               | CC            | 3             | 5             | -           | -           | -           | 14     | 10     |        |
| Totale Real Madrid    | Totale Real Madrid    | Totale Real Madrid    | 180        | 156        |                 | 41              | 50              |               | 39            | 35            |             | 2           | 2           | 262    | 243    |        |
| Totale carriera       | Totale carriera       | Totale carriera       | 530        | 514        |                 | 52              | 70              |               | 41            | 36            |             | 6           | 5           | 629    | 625    |        |

### Cronologia presenze e reti in nazionale
| Cronologia completa delle presenze e delle reti in nazionale ― Ungheria | Cronologia completa delle presenze e delle reti in nazionale ― Ungheria | Cronologia completa delle presenze e delle reti in nazionale ― Ungheria | Cronologia completa delle presenze e delle reti in nazionale ― Ungheria | Cronologia completa delle presenze e delle reti in nazionale ― Ungheria | Cronologia completa delle presenze e delle reti in nazionale ― Ungheria | Cronologia completa delle presenze e delle reti in nazionale ― Ungheria | Cronologia completa delle presenze e delle reti in nazionale ― Ungheria |
| Data                                                                    | Città                                                                   | In casa | Risultato                                                               | Ospiti                                                                  | Competizione                                                            | Reti                                                                    | Note                                                                    |
| ----------------------------------------------------------------------- | ----------------------------------------------------------------------- | --- | ----------------------------------------------------------------------- | ----------------------------------------------------------------------- | ----------------------------------------------------------------------- | ----------------------------------------------------------------------- | ----------------------------------------------------------------------- |
| 20-8-1945                                                               | Budapest                                                                | Ungheria | 5 – 2                                                                   | Austria                                                                 | Amichevole                                                              | 1                                                                       |                                                                         |
| 30-9-1945                                                               | Budapest                                                                | Ungheria | 7 – 2                                                                   | Romania                                                                 | Amichevole                                                              | 2                                                                       |                                                                         |
| 14-4-1946                                                               | Vienna                                                                  | Austria | 3 – 2                                                                   | Ungheria                                                                | Amichevole                                                              | -                                                                       |                                                                         |
| 6-10-1946                                                               | Budapest                                                                | Ungheria | 2 – 0                                                                   | Austria                                                                 | Amichevole                                                              | -                                                                       |                                                                         |
| 30-10-1946                                                              | Esch-sur-Alzette                                                        | Lussemburgo | 2 – 7                                                                   | Ungheria                                                                | Amichevole                                                              | 3                                                                       |                                                                         |
| 4-5-1947                                                                | Budapest                                                                | Ungheria | 5 – 2                                                                   | Austria                                                                 | Amichevole                                                              | 1                                                                       |                                                                         |
| 11-5-1947                                                               | Torino                                                                  | Italia | 3 – 2                                                                   | Ungheria                                                                | Amichevole                                                              | 1                                                                       |                                                                         |
| 29-6-1947                                                               | Belgrado                                                                | Jugoslavia | 2 – 3                                                                   | Ungheria                                                                | Coppa Balcani                                                           | 1                                                                       |                                                                         |
| 14-9-1947                                                               | Vienna                                                                  | Austria | 3 – 4                                                                   | Ungheria                                                                | Amichevole                                                              | -                                                                       |                                                                         |
| 12-10-1947                                                              | Bucarest                                                                | Romania | 0 – 3                                                                   | Ungheria                                                                | Coppa Balcani                                                           | 2                                                                       |                                                                         |
| 21-4-1948                                                               | Budapest                                                                | Ungheria | 7 – 4                                                                   | Svizzera                                                                | Coppa Internazionale                                                    | 2                                                                       |                                                                         |
| 2-5-1948                                                                | Vienna                                                                  | Austria | 3 – 2                                                                   | Ungheria                                                                | Coppa Internazionale                                                    | -                                                                       |                                                                         |
| 23-5-1948                                                               | Budapest                                                                | Ungheria | 2 – 1                                                                   | Cecoslovacchia                                                          | Coppa Internazionale                                                    | -                                                                       |                                                                         |
| 6-6-1948                                                                | Budapest                                                                | Ungheria | 9 – 0                                                                   | Romania                                                                 | Coppa Balcani                                                           | 2                                                                       |                                                                         |
| 24-10-1948                                                              | Bucarest                                                                | Romania | 1 – 5                                                                   | Ungheria                                                                | Amichevole                                                              | 3                                                                       |                                                                         |
| 7-11-1948                                                               | Sofia                                                                   | Bulgaria | 1 – 0                                                                   | Ungheria                                                                | Coppa Balcani                                                           | -                                                                       |                                                                         |
| 10-4-1949                                                               | Praga                                                                   | Cecoslovacchia | 5 – 2                                                                   | Ungheria                                                                | Coppa Internazionale                                                    | 1                                                                       |                                                                         |
| 2-5-1949                                                                | Budapest                                                                | Ungheria | 6 – 1                                                                   | Austria                                                                 | Coppa Internazionale                                                    | 3                                                                       |                                                                         |
| 12-6-1949                                                               | Budapest                                                                | Ungheria | 1 – 1                                                                   | Italia                                                                  | Coppa Internazionale                                                    | -                                                                       |                                                                         |
| 19-6-1949                                                               | Stoccolma                                                               | Svezia | 2 – 2                                                                   | Ungheria                                                                | Amichevole                                                              | -                                                                       |                                                                         |
| 10-7-1949                                                               | Debrecen                                                                | Ungheria | 8 – 2                                                                   | Polonia                                                                 | Amichevole                                                              | 2                                                                       |                                                                         |
| 16-10-1949                                                              | Vienna                                                                  | Austria | 3 – 4                                                                   | Ungheria                                                                | Amichevole                                                              | 2                                                                       |                                                                         |
| 30-10-1949                                                              | Budapest                                                                | Ungheria | 5 – 0                                                                   | Bulgaria                                                                | Amichevole                                                              | 2                                                                       |                                                                         |
| 20-11-1949                                                              | Budapest                                                                | Ungheria | 5 – 0                                                                   | Svezia                                                                  | Amichevole                                                              | 1                                                                       |                                                                         |
| 30-4-1950                                                               | Budapest                                                                | Ungheria | 5 – 0                                                                   | Cecoslovacchia                                                          | Amichevole                                                              | 2                                                                       |                                                                         |
| 14-5-1950                                                               | Vienna                                                                  | Austria | 5 – 3                                                                   | Ungheria                                                                | Amichevole                                                              | 1                                                                       |                                                                         |
| 4-6-1950                                                                | Varsavia                                                                | Polonia | 2 – 5                                                                   | Ungheria                                                                | Amichevole                                                              | 2                                                                       | cap.                                                                    |
| 24-9-1950                                                               | Budapest                                                                | Ungheria | 12 – 0                                                                  | Albania                                                                 | Amichevole                                                              | 4                                                                       | cap.                                                                    |
| 29-10-1950                                                              | Budapest                                                                | Ungheria | 4 – 3                                                                   | Austria                                                                 | Amichevole                                                              | 3                                                                       | cap.                                                                    |
| 12-11-1950                                                              | Sofia                                                                   | Bulgaria | 1 – 1                                                                   | Ungheria                                                                | Amichevole                                                              | -                                                                       | cap.                                                                    |
| 27-5-1951                                                               | Budapest                                                                | Ungheria | 6 – 0                                                                   | Polonia                                                                 | Amichevole                                                              | 2                                                                       | cap.                                                                    |
| 14-10-1951                                                              | Ostrava                                                                 | Cecoslovacchia | 1 – 2                                                                   | Ungheria                                                                | Amichevole                                                              | -                                                                       | cap.                                                                    |
| 18-11-1951                                                              | Budapest                                                                | Ungheria | 8 – 0                                                                   | Finlandia                                                               | Amichevole                                                              | 2                                                                       | cap.                                                                    |
| 18-5-1952                                                               | Budapest                                                                | Ungheria | 5 – 0                                                                   | Germania Est                                                            | Amichevole                                                              | -                                                                       | cap.                                                                    |
| 24-5-1952                                                               | Mosca                                                                   | [[Nazionale maschile di calcio dell' Unione Sovietica\| Unione Sovietica]] [[File: Flag of the Soviet Union (1936 – 1955).svg\|class=noviewer\| Unione Sovietica (bandiera)\|border\|20x16px]] | 1 – 1                                                                   | Ungheria                                                                | Amichevole                                                              | -                                                                       | cap.                                                                    |
| 27-5-1952                                                               | Mosca                                                                   | [[Nazionale maschile di calcio dell' Unione Sovietica\| Unione Sovietica]] [[File: Flag of the Soviet Union (1936 – 1955).svg\|class=noviewer\| Unione Sovietica (bandiera)\|border\|20x16px]] | 2 – 1                                                                   | Ungheria                                                                | Amichevole                                                              | 1                                                                       |                                                                         |
| 15-6-1952                                                               | Varsavia                                                                | Polonia | 1 – 5                                                                   | Ungheria                                                                | Amichevole                                                              | 2                                                                       | cap.                                                                    |
| 22-6-1952                                                               | Helsinki                                                                | Finlandia | 1 – 6                                                                   | Ungheria                                                                | Amichevole                                                              | 1                                                                       | cap.                                                                    |
| 15-7-1952                                                               | Turku                                                                   | Ungheria | 2 – 1                                                                   | Romania                                                                 | Olimpiadi 1952 - Qualificazione                                         | -                                                                       | cap.                                                                    |
| 21-7-1952                                                               | Helsinki                                                                | Ungheria | 3 – 0                                                                   | Italia                                                                  | Olimpiadi 1952 - Ottavi di finale                                       | -                                                                       | cap.                                                                    |
| 24-7-1952                                                               | Helsinki                                                                | Ungheria | 7 – 1                                                                   | Turchia                                                                 | Olimpiadi 1952 - Quarti di finale                                       | 2                                                                       | cap.                                                                    |
| 28-7-1952                                                               | Helsinki                                                                | Ungheria | 6 – 0                                                                   | Svezia                                                                  | Olimpiadi 1952 - Semifinale                                             | 1                                                                       | cap.                                                                    |
| 2-8-1952                                                                | Helsinki                                                                | Ungheria | 2 – 0                                                                   | Jugoslavia                                                              | Olimpiadi 1952 - Finale                                                 | 1                                                                       | cap.                                                                    |
| 20-9-1952                                                               | Berna                                                                   | Svizzera | 2 – 4                                                                   | Ungheria                                                                | Coppa Internazionale                                                    | 2                                                                       | cap.                                                                    |
| 19-10-1952                                                              | Budapest                                                                | Ungheria | 5 – 0                                                                   | Cecoslovacchia                                                          | Amichevole                                                              | -                                                                       | cap.                                                                    |
| 26-4-1953                                                               | Budapest                                                                | Ungheria | 1 – 1                                                                   | Austria                                                                 | Amichevole                                                              | -                                                                       | cap.                                                                    |
| 17-5-1953                                                               | Roma                                                                    | Italia | 0 – 3                                                                   | Ungheria                                                                | Coppa Internazionale                                                    | 2                                                                       | cap.                                                                    |
| 5-7-1953                                                                | Stoccolma                                                               | Svezia | 2 – 4                                                                   | Ungheria                                                                | Amichevole                                                              | 1                                                                       | cap.                                                                    |
| 4-10-1953                                                               | Praga                                                                   | Cecoslovacchia | 1 – 5                                                                   | Ungheria                                                                | Amichevole                                                              | 1                                                                       | cap.                                                                    |
| 11-10-1953                                                              | Vienna                                                                  | Austria | 2 – 3                                                                   | Ungheria                                                                | Amichevole                                                              | -                                                                       | cap.                                                                    |
| 15-11-1953                                                              | Budapest                                                                | Ungheria | 2 – 2                                                                   | Svezia                                                                  | Amichevole                                                              | -                                                                       | cap.                                                                    |
| 25-11-1953                                                              | Londra                                                                  | Inghilterra | 3 – 6                                                                   | Ungheria                                                                | Amichevole                                                              | 2                                                                       | cap.                                                                    |
| 12-2-1954                                                               | Il Cairo                                                                | Egitto | 0 – 3                                                                   | Ungheria                                                                | Amichevole                                                              | 2                                                                       | cap.                                                                    |
| 11-4-1954                                                               | Vienna                                                                  | Austria | 0 – 1                                                                   | Ungheria                                                                | Amichevole                                                              | -                                                                       | cap.                                                                    |
| 23-5-1954                                                               | Budapest                                                                | Ungheria | 7 – 1                                                                   | Inghilterra                                                             | Amichevole                                                              | 2                                                                       | cap.                                                                    |
| 17-6-1954                                                               | Zurigo                                                                  | Ungheria | 9 – 0                                                                   | Corea del Sud                                                           | Mondiali 1954 - 1º turno                                                | 2                                                                       | cap.                                                                    |
| 20-6-1954                                                               | Basilea                                                                 | Ungheria | 8 – 3                                                                   | Germania Ovest                                                          | Mondiali 1954 - 1º turno                                                | 1                                                                       | cap.                                                                    |
| 4-7-1954                                                                | Berna                                                                   | Germania Ovest | 3 – 2                                                                   | Ungheria                                                                | Mondiali 1954 - Finale                                                  | 1                                                                       | cap.                                                                    |
| 19-9-1954                                                               | Budapest                                                                | Ungheria | 5 – 1                                                                   | Romania                                                                 | Amichevole                                                              | -                                                                       | cap.                                                                    |
| 26-9-1954                                                               | Mosca                                                                   | [[Nazionale maschile di calcio dell' Unione Sovietica\| Unione Sovietica]] [[File: Flag of the Soviet Union (1936 – 1955).svg\|class=noviewer\| Unione Sovietica (bandiera)\|border\|20x16px]] | 1 – 1                                                                   | Ungheria                                                                | Amichevole                                                              | -                                                                       | cap.                                                                    |
| 10-10-1954                                                              | Budapest                                                                | Ungheria | 3 – 0                                                                   | Svizzera                                                                | Amichevole                                                              | -                                                                       | cap.                                                                    |
| 24-10-1954                                                              | Budapest                                                                | Ungheria | 4 – 1                                                                   | Cecoslovacchia                                                          | Amichevole                                                              | -                                                                       | cap.                                                                    |
| 8-12-1954                                                               | Glasgow                                                                 | Scozia | 2 – 4                                                                   | Ungheria                                                                | Amichevole                                                              | -                                                                       | cap.                                                                    |
| 24-4-1955                                                               | Vienna                                                                  | Austria | 2 – 2                                                                   | Ungheria                                                                | Coppa Internazionale                                                    | -                                                                       | cap.                                                                    |
| 8-5-1955                                                                | Oslo                                                                    | Norvegia | 0 – 5                                                                   | Ungheria                                                                | Amichevole                                                              | 1                                                                       | cap.                                                                    |
| 11-5-1955                                                               | Stoccolma                                                               | Svezia | 3 – 7                                                                   | Ungheria                                                                | Amichevole                                                              | 2                                                                       | cap.                                                                    |
| 15-5-1955                                                               | Copenaghen                                                              | Danimarca | 0 – 6                                                                   | Ungheria                                                                | Amichevole                                                              | -                                                                       | cap.                                                                    |
| 19-5-1955                                                               | Helsinki                                                                | Finlandia | 1 – 9                                                                   | Ungheria                                                                | Amichevole                                                              | 1                                                                       | cap.                                                                    |
| 29-5-1955                                                               | Budapest                                                                | Ungheria | 3 – 1                                                                   | Scozia                                                                  | Amichevole                                                              | -                                                                       | cap.                                                                    |
| 17-9-1955                                                               | Losanna                                                                 | Svizzera | 4 – 5                                                                   | Ungheria                                                                | Coppa Internazionale                                                    | 2                                                                       | cap.                                                                    |
| 25-9-1955                                                               | Budapest                                                                | Ungheria | 1 – 1                                                                   | Unione Sovietica                                                        | Amichevole                                                              | 1                                                                       | cap.                                                                    |
| 2-10-1955                                                               | Praga                                                                   | Cecoslovacchia | 1 – 3                                                                   | Ungheria                                                                | Coppa Internazionale                                                    | -                                                                       | cap.                                                                    |
| 16-10-1955                                                              | Budapest                                                                | Ungheria | 6 – 1                                                                   | Austria                                                                 | Coppa Internazionale                                                    | 1                                                                       | cap.                                                                    |
| 13-11-1955                                                              | Budapest                                                                | Ungheria | 4 – 2                                                                   | Svezia                                                                  | Amichevole                                                              | 1                                                                       | cap.                                                                    |
| 27-11-1955                                                              | Budapest                                                                | Ungheria | 2 – 0                                                                   | Italia                                                                  | Coppa Internazionale                                                    | 1                                                                       | cap.                                                                    |
| 19-2-1956                                                               | Istanbul                                                                | Turchia | 3 – 1                                                                   | Ungheria                                                                | Amichevole                                                              | 1                                                                       | cap.                                                                    |
| 29-2-1956                                                               | Beirut                                                                  | Libano | 1 – 4                                                                   | Ungheria                                                                | Amichevole                                                              | 1                                                                       | cap.                                                                    |
| 29-4-1956                                                               | Budapest                                                                | Ungheria | 2 – 2                                                                   | Jugoslavia                                                              | Coppa Internazionale                                                    | -                                                                       | cap.                                                                    |
| 3-6-1956                                                                | Bruxelles                                                               | Belgio | 5 – 4                                                                   | Ungheria                                                                | Amichevole                                                              | 1                                                                       | cap.                                                                    |
| 9-6-1956                                                                | Lisbona                                                                 | Portogallo | 2 – 2                                                                   | Ungheria                                                                | Amichevole                                                              | -                                                                       | cap.                                                                    |
| 15-7-1956                                                               | Budapest                                                                | Ungheria | 3 – 0                                                                   | Polonia                                                                 | Amichevole                                                              | -                                                                       | cap.                                                                    |
| 16-9-1956                                                               | Belgrado                                                                | Jugoslavia | 1 – 3                                                                   | Ungheria                                                                | Coppa Internazionale                                                    | 1                                                                       | cap.                                                                    |
| 23-9-1956                                                               | Mosca                                                                   | Unione Sovietica | 0 – 1                                                                   | Ungheria                                                                | Amichevole                                                              | -                                                                       | cap.                                                                    |
| 7-10-1956                                                               | Parigi                                                                  | Francia | 1 – 2                                                                   | Ungheria                                                                | Amichevole                                                              | -                                                                       | cap.                                                                    |
| 14-10-1956                                                              | Vienna                                                                  | Austria | 0 – 2                                                                   | Ungheria                                                                | Amichevole                                                              | 1                                                                       | cap.                                                                    |
| Totale                                                                  |                                                                         | Presenze (10º posto) | 85                                                                      |                                                                         | Reti (1º posto)                                                         | 84                                                                      |                                                                         |

| Cronologia completa delle presenze e delle reti in nazionale ― Spagna | Cronologia completa delle presenze e delle reti in nazionale ― Spagna | Cronologia completa delle presenze e delle reti in nazionale ― Spagna | Cronologia completa delle presenze e delle reti in nazionale ― Spagna | Cronologia completa delle presenze e delle reti in nazionale ― Spagna | Cronologia completa delle presenze e delle reti in nazionale ― Spagna | Cronologia completa delle presenze e delle reti in nazionale ― Spagna | Cronologia completa delle presenze e delle reti in nazionale ― Spagna |
| Data                                                                  | Città                                                                 | In casa                                                               | Risultato                                                             | Ospiti                                                                | Competizione                                                          | Reti                                                                  | Note                                                                  |
| --------------------------------------------------------------------- | --------------------------------------------------------------------- | --------------------------------------------------------------------- | --------------------------------------------------------------------- | --------------------------------------------------------------------- | --------------------------------------------------------------------- | --------------------------------------------------------------------- | --------------------------------------------------------------------- |
| 12-11-1961                                                            | Casablanca                                                            | Marocco                                                               | 0 – 1                                                                 | Spagna                                                                | Qual. Mondiali 1962                                                   | -                                                                     |                                                                       |
| 31-5-1962                                                             | Viña del Mar                                                          | Cecoslovacchia                                                        | 1 – 0                                                                 | Spagna                                                                | Mondiali 1962 - 1º turno                                              | -                                                                     |                                                                       |
| 3-6-1962                                                              | Viña del Mar                                                          | Spagna                                                                | 1 – 0                                                                 | Messico                                                               | Mondiali 1962 - 1º turno                                              | -                                                                     |                                                                       |
| 6-6-1962                                                              | Viña del Mar                                                          | Brasile                                                               | 2 – 1                                                                 | Spagna                                                                | Mondiali 1962 - 1º turno                                              | -                                                                     |                                                                       |
| Totale                                                                |                                                                       | Presenze                                                              | 4                                                                     |                                                                       | Reti                                                                  | 0                                                                     |                                                                       |

#### Panchine da commissario tecnico della nazionale ungherese
| Cronologia completa delle presenze e delle reti in nazionale ― Ungheria | Cronologia completa delle presenze e delle reti in nazionale ― Ungheria | Cronologia completa delle presenze e delle reti in nazionale ― Ungheria | Cronologia completa delle presenze e delle reti in nazionale ― Ungheria | Cronologia completa delle presenze e delle reti in nazionale ― Ungheria | Cronologia completa delle presenze e delle reti in nazionale ― Ungheria | Cronologia completa delle presenze e delle reti in nazionale ― Ungheria | Cronologia completa delle presenze e delle reti in nazionale ― Ungheria |
| Data                                                                    | Città                                                                   | In casa                                                                 | Risultato                                                               | Ospiti                                                                  | Competizione                                                            | Reti                                                                    | Note                                                                    |
| ----------------------------------------------------------------------- | ----------------------------------------------------------------------- | ----------------------------------------------------------------------- | ----------------------------------------------------------------------- | ----------------------------------------------------------------------- | ----------------------------------------------------------------------- | ----------------------------------------------------------------------- | ----------------------------------------------------------------------- |
| 15-4-1993                                                               | Budapest                                                                | Ungheria                                                                | 0 – 2                                                                   | Svezia                                                                  | Amichevole                                                              | -                                                                       | Cap:Emil Lőrincz                                                        |
| 28-4-1993                                                               | Mosca                                                                   | Russia                                                                  | 3 – 0                                                                   | Ungheria                                                                | Qual. Mondiali 1994                                                     | -                                                                       | Cap:Emil Lőrincz                                                        |
| 29-5-1993                                                               | Dublino                                                                 | Irlanda                                                                 | 2 – 4                                                                   | Ungheria                                                                | Amichevole                                                              | 2 István Hamar Tibor Balog Flórián Urbán                                | Cap:Emil Lőrincz                                                        |
| 16-6-1993                                                               | Reykjavík                                                               | Islanda                                                                 | 2 – 0                                                                   | Ungheria                                                                | Qual. Mondiali 1994                                                     | -                                                                       | Cap:Emil Lőrincz                                                        |
| Totale                                                                  |                                                                         | Presenze                                                                | 4                                                                       |                                                                         | Reti                                                                    | 4                                                                       |                                                                         |

### Record
Durante la sua carriera Puskás è riuscito a battere alcuni record:
- Unico calciatore a segnare almeno 20 reti per undici stagioni consecutive in NBI.
- Unico calciatore nella storia della NBI ad aver segnato fuori casa in tutte le partite in una stagione.
- Calciatore ungherese ad aver giocato più partite (41) e realizzato più gol (35) in Coppa Campioni/Champions League.[8]
- Calciatore ungherese ad aver realizzato più gol nelle competizioni UEFA (37).[8]
- Calciatore ad aver realizzato il maggior numero di gol in una singola finale di Coppa Campioni/Champions League (4).[4][67]

#### Con la Honvéd
- Calciatore con il maggiore numero di reti realizzate in campionato (357).[12][44][46]
- Calciatore con il maggiore numero di reti realizzate in tutte le competizioni ufficiali (374).

#### Nella nazionale ungherese
- Calciatore con il maggior numero di gol realizzati (84).[26][27]

## Palmarès

### Giocatore

#### Club

##### Competizioni nazionali
- Campionato ungherese: 5

Honvéd: 1949-1950, 1950, 1952, 1954, 1955
- Campionato spagnolo: 5

Real Madrid: 1960-1961, 1961-1962, 1962-1963, 1963-1964, 1964-1965
- Coppa di Spagna: 1

Real Madrid: 1961-1962

##### Competizioni internazionali
- Coppa dei Campioni: 3

Real Madrid: 1958-1959, 1959-1960, 1965-1966
- Coppa Intercontinentale: 1

Real Madrid: 1960

#### Nazionale
- Coppa dei Balcani per nazioni: 1

Ungheria: 1947
- Oro olimpico: 1

Ungheria: Helsinki 1952
- Coppa Internazionale: 1

Ungheria: 1948-1953

#### Individuale
- Capocannoniere del campionato ungherese: 4

1947-1948 (50 gol), 1949-1950 (31 gol), 1950 (25 gol), 1953 (27 gol)
- Capocannoniere della Coppa Internazionale: 1

1948-1953 (10 gol)
- Miglior calciatore della Federazione calcistica dell'Ungheria: 1

1950
- Calciatore mondiale dell'anno secondo la rivista World Soccer: 1

1953
- Giocatore europeo dell'anno: 1

1953
- Vincitore del pallone d'oro al campionato del mondo 1954
- Inserito nell'All-Star Team al campionato del mondo 1954
- Pichichi del campionato spagnolo: 4

1959-1960 (26 gol), 1960-1961 (27 gol), 1962-1963 (26 gol), 1963-1964 (20 gol)
- Capocannoniere della Coppa di Spagna: 3

1959-1960 (11 gol), 1960-1961 (14 gol), 1961-1962 (13 gol)
- Capocannoniere della Coppa dei Campioni: 3

1959-1960 (12 gol), 1961-1962 (7 gol ex aequo con Alfredo Di Stéfano, Bent Løfqvist, Heinz Strehl, Justo Tejada), 1963-1964 (7 gol ex aequo con Sandro Mazzola, Vladica Kovačević)
- Inserito nella Top 11 della rivista World Soccer: 4

1960, 1961, 1962, 1963
- FIFA World Cup All-Time Team
- Miglior giocatore europeo del XX secolo secondo il quotidiano L'Équipe
- Miglior giocatore ungherese del XX secolo[68]
- Miglior marcatore del XX secolo secondo la IFFHS
- Inserito nella FIFA 100 (2004)
- UEFA Jubilee Awards: Ungheria
- Inserito nei 10 migliori giocatori del XX secolo secondo la rivista World Soccer
- Inserito nei 10 migliori giocatori al mondo del XX secolo dalla IFFHS[68]
- Inserito nei 10 migliori giocatori europei del XX secolo dalla IFFHS[68]
- Inserito nelle "Leggende del calcio" del Golden Foot (2006)
- Inserito nella Inaugural Inductee into Goal Hall of Fame 2014
- Candidato al Dream Team del Pallone d'oro (2020)

### Allenatore

#### Club
- Campionato greco: 2

Panathīnaïkos: 1969-1970, 1971-1972
- Campionato paraguaiano: 1

Sol de América: 1986
- Dockerty Cup: 2

South Melbourne: 1989, 1991
- Coppa d'Australia: 1

South Melbourne: 1989-1990
- Campionato australiano: 1

South Melbourne: 1990-1991

#### Individuale
- Miglior allenatore del campionato greco: 2

1969-1970, 1971-1972

### Videografia
- Federico Ferri e Federico Buffa, Storie di Campioni - Buffa Racconta: Ferenc Puskás, Sky Sport, 2015.
- Federico Ferri e Federico Buffa, Storie di Campioni - Buffa Racconta: Alfredo Di Stéfano, Sky Sport, 2015.